# Мстиславське князівство
Мстиславське князівство — удільне руське князівство зі столицею в Мстиславлі, що виділилася в XII столітті з Смоленського князівства. Першим його князем в 1180 році став Мстислав Романович. До території Мстиславського князівства входили землі нинішніх Мстиславського, Чериковського й Чауського районів з містами Радомлем і Рясне.
Було одним з найбільших удільних князівств у складі Великого-князівства Литовсько-Руського. Його правителями з 1392 р. були Лугвенійовичі-Мстиславські, нащадки сина Ольгерда — Лугвена-Семена. Після вигасання цієї династії, князівство перейшло у 1498/1499 р. до Михайла Івановича Заславського, який одружився з спадкоємицею Мстиславського князівства — Юліаною Іванівною Мстиславською, правнучкою Лугвенія. У 1526 р. сини Михайла Івановича емігрували до Московії, і він змушений був зректись князівства на користь великого князя Сігізмунда II. Таким чином Мстиславське князівство припинило своє існування.

## Історія

### Руський період
Мстиславль був заснований в 1135 р. смоленським князем Романом Ростиславичем і названий на честь його сина Мстислава. Деякі дослідники вважають, що близько 1180 р. Мстиславль виділився в самостійне князівство під владою Мстислава Романовича, але тому немає достатньо вагомих доказів у джерелах.

### У складі Литовсько-руської держави
Близько 1359 року князівство було захоплено Ольгердом і приєднано до Великого князівства Литовського. Пізніше Ольгерд передав його своєму синові Коригайлу, потім воно перейшло до Лугвенія, засновника княжого роду Мстиславских. У 1386 році смоленський князь Святослав Іванович безуспішно спробував осадити Мстиславль і повернути його до складу Смоленського князівства. Проти нього виступила литовсько-руське військо, яке очолили князі Скиргайло та Вітовт, битві, яка відбулась на річці Вихрі біля Мстиславля, смоленські сили були розбиті, Святослав загинув, а його син Гліб потрапив у полон до литовців.
Мстиславське князівство довгий час було важливим опорним пунктом Литви на кордоні з Московською державою. Тому польсько-литовські монархи проводили гнучку політику щодо місцевих князів, прагнучи не допустити їх переходу в підданство Великого Князівства Московського. Під час Московсько-Литовської війни 1500—1503, територія князівства була ареною бойових дій і сильно постраждала. Зокрема, в битві під Мстиславом була розбита литовська армія, хоча саме місто московські воєводи взяти не змогли.

## Князі
- Коригайло Ольгердович (1359/1377—1392)
- Лугвеній-Семен Ольгердович (1392—1431)
- Юрій Семенович (1431—1438, 1442—1444)
- Ярослав Семенович (1432—1435)
- Іван Юрійович (1444—1490/95)
- Юліана Іванівна (1490/95 — 1499)
- Михайло Іванович Заславський (1499—1526)